# Schönherr Gyula
Schönherr Gyula (Nagybánya, 1864. szeptember 26. – Nagybánya, 1908. március 24.) történész, levéltáros, a Magyar Tudományos Akadémia tagja.

## Életútja

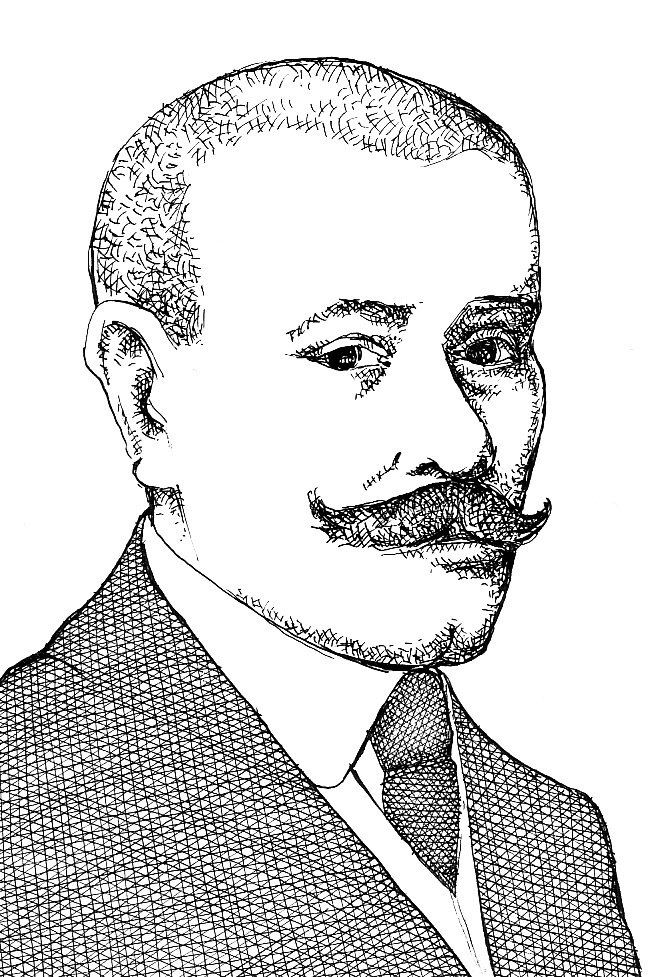
Schönherr Gyula arcképe
Muhi Sándor grafikája

Bajorországi eredetű polgári családból származott. Apja, Schönherr Antal (†1905) ügyvéd, Nagybánya választott, később kinevezett rendőrkapitánya volt, édesanyja Csausz Anna (1842-1911). Schönherr Gyula Szatmáron érettségizett. 1882-ben családja nyomására a bécsi Pázmáneumba került, ám csak egy tanévet töltött itt. 1883 és 1886 között jogot hallgatott a budapesti egyetemen, majd 1886–1887-ben az Institut für Österreichische Geschichtsforschung ösztöndíjasaként történeti segédtudományokat tanult Bécsben. 1889-ben államtudományi oklevelet szerzett Budapesten.
1889 és 1893 között a Magyar Nemzeti Múzeum könyvtárának gyakornokaként, 1893–1894-ben a levéltári osztály segédeként, 1894-től 1900-ig segédőreként, 1900 és 1907 között őreként, majd igazgató őreként tevékenykedett. 1901-től 1907-es visszavonulásáig a budapesti egyetem magántanáraként oktatott.
1892 és 1898 között a Magyar Heraldikai és Genealógiai Társaság jegyzője, 1899 és 1907 között titkára volt. A Magyar Történelmi Társulat 1893-ban választmányi tagjává választotta. 1896 májusában az Akadémia levelező tagja lett, 1898-ban elnyerte az intézmény Scitovszky János Alapítványának díját. 1897-ben az újonnan létrehozott Múzeumok és Könyvtárak Országos Főfelügyelősége titkárává nevezték ki.

## Munkássága
Fő kutatási területe a közép- és kora újkori magyar történelem, azon belül is a 14–15. századi intézmény- és politikatörténet volt. Egyetemi hallgatóként többek között Thököly Imre és Wesselényi Pál vetélkedésével, valamint Nagybánya régi pecsétjeivel foglalkozott. Az 1890-es években megírta Corvin János élettörténetét, a Szilágyi Sándor-féle millenniumi kiadványsorozat számára az Anjou-ház örököseinek történetét, és értekezett Nápolyi László trónkövetelésének külföldi vonatkozásairól is. 1889–1890-es olaszországi tanulmányútja eredményeként a Monumenta Vaticana című sorozatban kiadta Hunyadi Mátyás pápákkal folytatott levelezését. Genealógiai, heraldikai és művelődéstörténeti kutatásokat, bibliográfusi tevékenységet is végzett. Kétkötetesre tervezett Nagybánya-monográfiájából csupán néhány fejezetet tudott elkészíteni.
1893 és 1907 között a Magyar Könyvszemle, 1897-től 1907-ig – Fejérpataky László, majd Varjú Elemér társaként – a Turul, 1899 és 1903 között a Magyar Történeti Életrajzok, 1901-től 1904-ig a Magyar Minerva című sorozat szerkesztője volt.
Komoly szerepet játszott az országos könyvtári és múzeumi hálózat kialakításában. Szervezőmunkája során aradi, temesvári, szatmári, máramarosszigeti és nagybányai intézményekkel is foglalkozott.

## Emlékezete
Halálának 95. évfordulója alkalmából 2003 márciusában a nagybányai Teleki Házban az Erdélyi Féniks Szabadegyetem keretein belül Kacsó Károly történész, régész méltatta Schönherr Gyula Nagybányára vonatkozó helytörténeti kutatói munkásságát.

## Főbb művei
- A bécsi udvari kamara levéltárának magyar vonatkozású oklevelei (Budapest, 1887)
- Olaszországi történelmi kutatások. Jelentés 1890-ki tanulmányutamról (Décsényi Gyula néven; Budapest, 1893)
- Hunyadi Corvin János 1473–1504 (Budapest, 1894) MEK
- Az Anjou ház és örökösei (1301–1439) (Pór Antallal; Budapest, 1895, 1995)
- Nápolyi László trónkövetelésének külföldi vonatkozásai (Budapest, 1897)
- Nagybányai városi múzeum (Nagybánya, 1899)
- Magyarország 1301-ben (Budapest, 1902)
- A középkori intézmények bomlása és a renaissance (Csuday Jenővel; Budapest, 1904; Szekszárd, 2000)